# Puente del Milenio (Montenegro)
El Puente del Milenio (en montenegrino: Мост Миленијум) es un puente atirantado que cruza el río Moraca, en Podgorica, Montenegro.
El puente fue diseñado por la empresa eslovena Ponting y por Mladen Ulićević, un profesor de la Facultad de Ingeniería Civil en Podgorica. Fue construido por la empresa eslovena Primorje, y abrió el 13 de julio de 2005, el día nacional de Montenegro. Rápidamente se convirtió en uno de los lugares más emblemáticos de la ciudad.